# Ivan Đalma Marković
Ivan Đalma Marković (Senj, 6. studenoga 1928. – Zagreb, 15. studenoga 2006.), bio je hrvatski nogometni trener i igrač.
Ivan Đalma Marković rođen je u Senju 6. studenoga 1928. godine i premda nije bio veliki nogometaš ostvario je sjajnu trenersku karijeru. Igrao je u nogometnom klubu Nehaj iz Senja, te zagrebačkim klubovima Poštar i Sava.
Trenirao je Orijent, Dinamo Zagreb, Varteks, Olympique Marseille i Sturm i mnoge druge klubove, a bio je prvak Kanade s Metros Croatijom, te prvak Sjeverne Amerike s Toronto Italijom. Marković je odgojio niz standardnih igrača i reprezentativaca poput Zlatka Kranjčara, Velimira Zajeca, Marijana Vlaka, Zvonimira Bobana, Roberta Prosinečkog i mnogih drugih. Velik prijatelj, bio je mu je nogometni trener Biće Mladinić. Bio je vrsni poznavatelj najvećih svjetskih filozofa poput Platona, Kirkegaarda, Hegela i drugih. Govorio je engleski, francuski, njemački i talijanski jezik.

## Igračka karijera
- FD Omladinac Senj/FD Nehaj Senj (1946./1947.)
- Poštar Zagreb (1948./1958.)
- Sava Zagreb (1959./1960.)

## Trenerska karijera
- Kustošija (1961.)
- Orijent (1962., 1968./1969., 1983./1984.)
- Torpedo (1960.)
- juniori Rijeke (1964./1965.)
- juniori Dinama (1966./1967., 1972./1974., 1986.)
- Maribor (1970., 1979./1980.)
- Zagreb (1967., 1971.)
- Metros Croatia, Kanada (1974./1976.)
- Toronto Italia, Kanada (1977./1978., 1988./1989., 1992.)
- Olympique Marseille (1978./1979.)
- Dinamo (1980.)
- Dubrovnik (1982.)
- Sturm Graz (1985.)
- Jaska (1990.)
- Radnik Velika Gorica (1990./1991., 2000./2001.)
- Vorwärts (1991.)
- Beltinci (1993.)
- Karlovac (1994./1995.)
- Varteks (1997.)
- Samobor (1998./1999.)

## Vanjske poveznice
- Marković, Ivan